# Departamentul Intibucá
Departamentul Intibucá este unul dintre cele 18 departamente în care se împarte Hondurasul. Intibucá acoperă o suprafață totală de 3,072 km². Capitala sa este orașul La Esperanza, în municipalitatea La Esperanza.

## Istorie
Departamentul Intibucá a fost creat la 16 aprilie 1883, la recomandarea guvernatorului departamentului Gracias (acum numit Lempira), Jose Maria Cacho în 1869. El a sfătuit că dimensiunea vastă a departamentului Gracias îngreunează guvernarea și că este de dorit să fie împărțit în mai multe departamente.
La 7 martie 1883 a fost emis Decretul nr. 10, care a solicitat crearea unui nou departament care să fie numit Intibucá începând cu aprilie 1883. Orașul La Esperanza a fost desemnat capitala noului departament. Pentru a crea noul departament, au fost luate părți din teritoriul departamentelor Gracias și La Paz.

## Geografie
Departamentul Intibucá este situat între latitudinile 13°51'E și 14°42'N și longitudinile 87°46'V și 88°42'V. Este delimitat la nord de departamentele Comayagua, Lempira și Santa Bárbara, la est de departamentele Comayagua și La Paz, la vest de departamentul Lempira, iar la sud de Republica El Salvador. Intibucá este cel mai muntos district din Honduras. Capitala La Esperanza se află la o altitudine de 1.510 m deasupra nivelului mării. Câmpiile și văile sunt la o altitudine mai mare decât în oricare altă parte a țării, iar zonele Cordilleras se ridică la o altitudine care se apropie de 3.000 de metri deasupra nivelului mării. [5]
Valea Otoro are o lungime de 30 km cu 8 km lățime.
Munții Opalaca au mai multe creste și se întind și în departamentul La Paz. Sierra de Montecillos este o graniță naturală cu departamentul Comayagua și include munții Opatoro, Concepción, El Picacho, Goascotoro, El Granadino, printre alții.

### Râuri
Râurile din La Esperanza includ râul San Juan și râul Intibucá, care trec prin La Esperanza. Râul Otoro este un afluent al râului Ulua și ajunge până la valea Otoro. Râul Negru, cunoscut sub numele de râu Guarajambala, este granița naturală cu departamentul Lempira. Râul Torola și râul Gualcarque se varsă în râul Lempa.

## Populație
Conform recensământului din 1895, Intibucá avea o populație de 18.957 de persoane în acel moment. În 2015, acesta a crescut la 241.568 de persoane, împărțite în 17 municipalități și 126 sate.

## Municipalități
1. Camasca
2. Colomoncagua
3. Concepción
4. Dolores
5. Intibucá
6. Jesús de Otoro
7. La Esperanza
8. Magdalena
9. Masaguara
10. San Antonio
11. San Francisco de Opalaca
12. San Isidro
13. San Juan
14. San Marco de Sierra
15. San Miguel Guancapla
16. Santa Lucía
17. Yamaranguila